# Кава по-ірландськи

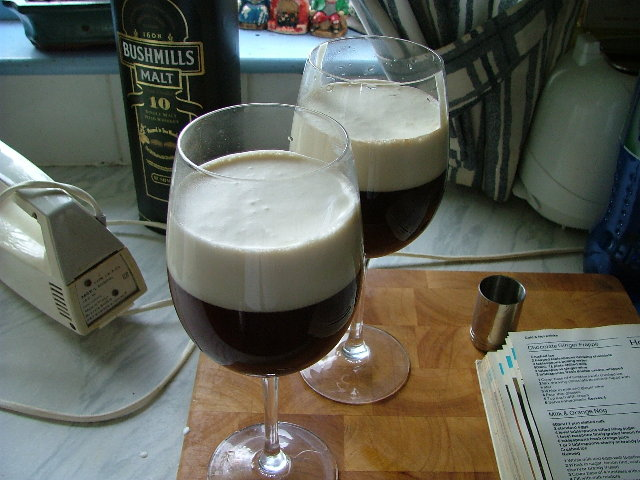
Кава по-ірландськи

Кава по-ірландськи (англ. Irish coffee) — кавовий напій, що готується з гарячої кави, ірландського віскі й цукру. Належить до офіційних напоїв Міжнародної асоціації барменів, категорія «Сучасна класика» (англ. Contemporary classics). Всі інгредієнти перемішують і прикрашають зверху збитими вершками. Подають у спеціальній склянці з ручкою.
Оригінальний рецепт передбачає використання незбитих вершків, хоча для зручності частіше використовують збиті вершки. Цукор для напою має бути коричневим, а не білим. Ірландську каву інколи вважають різновидом гарячого пуншу.

## Склад
- Гаряча чорна кава — 80 мл (4 частини)
- Ірландське віскі — 40 мл (2 частини)
- Коричневий цукор — 1 чайна ложка
- Збиті вершки — 30 мл (1½ частини)

Цей склад коктейлю зареєстрований Міжнародною асоціацією барменів (англ. International Bartenders Association) і занесений до списку офіційних коктейлів Міжнародної асоціації барменів

## Приготування
Існують різні способи і рецепти приготування кави по-ірландськи:

##### Класичний рецепт
1. Заздалегідь збити віночком охолоджені свіжі вершки.
2. Зварити чорний міцний еспрессо будь-яким звичним способом.
3. Обполоснути келих окропом. Покласти в нього цукор, залити гарячим еспресо, перемішати до повного розчинення.
4. Додати віскі.
5. За допомогою перевернутої ложки обережно влити вершки.

В результаті повинні вийде чорний і білий шари з чіткими кордонами.

##### Ірландська кава з вогником
1. Підготувати збиті вершки і свіжозварений еспресо. Прогріти келих.
2. Довести віскі до температури 40-50, розчинити в ньому цукор.
3. Взяти чайну ложку солодкого алкоголю, підпалити. Потім обережно ввести назад в келих, щоб не згасло полум'я.
4. Додати еспресо і різко накрити зверху.
5. Через пів хвилини обережно влити вершкову шапочку.

##### Холодний рецепт
1. Зварити свіжозмелену арабіку, розчинити в ній цукор. Остудити.
2. Охолодити келих, додати трохи льоду.
3. Додати остигле еспресо і віскі. В кінці обережно ввести збиті вершки.